# Hieracium kaninense
Hieracium kaninense es una especie de planta con flor del género Hieracium, de la familia Asteraceae, orden Asterales.

## Distribución
Hieracium kaninense se distribuye por Rusia.

## Taxonomía
Fue descrita científicamente por Shlyakov.
Tratamiento taxonómico
La especie aparece registrada en una sección de la publicación Novosti Sist. Vyssh. Rast.